# 아구스타웨스틀랜드 AW139
아구스타웨스트랜드 AW-139는 이탈리아의 아구스타웨스트랜드에서 개발한 15인승 중형 쌍발 헬리콥터이다. AW139는 VIP수송, 해양운송, 화재진압, 경찰, 수색구조, 응급의료, 재난대비, 해양순찰등에 이용되고 있다. AW139는 이탈리아와 미국, 러시아에서 생산중이다.
원래 아구스타와 벨 헬리콥터사가 합작 개발하여 Agusta-Bell AB139라고 시장에 소개되었다가, 벨 헬리콥터사가 프로젝트에서 철수하면서 AW139라고 이름을 바꾸었다. AW149는 민간용인 AW139를 확대개량한 군용 버전으로 이를 다시 민용화한 것이 AW189이다.

## 개발
1998년 아구스타와 벨은 Bell/Agusta Aerospace Company (BAAC)사를 설립하여 헬리콥터인 AB139와 틸트로터인 BA609를 개발을 시작한다.

2000년 AW139의 첫주문을 받았으며 2001년 시제기의 시험비행이 시작되었다.

2002년 양산1호기의 시험비행이 시작되었으며 2003년 EASA 형식인증, 2004년 FAA 형식인증을 취득하였다.

2005년 주문량 100대를 돌파하였으며 벨의 지분 25%를 매입하였다. 
2007년 미국 필라델피아 생산공장이 문을 열었다.

2011년 년간 90대씩 생산하였으며, 2013년 720대를 판매하였다.

2011년 군용형인 AW139M을 출시하였으며 2015년 최대이륙중량 7톤(15400파운드)모델을 출시하였다.

2015년 메인트렌스미션 무오일비행"run-dry" test (no oil) 60분을 기록하였다.이는 여타기종의 2배에 달하는 기록이다.

## 비교
민간용인 AW139를 확대개량한 군용 버전 AW149의 무게는 8톤으로, 시코르스키 S-70을 기반으로 한 UH-60 블랙호크의 10톤과 유사하다. 블랙호크가 74년에 초도비행한데 비해, AW139는 2001년에 초도비행했다. 2010년에 초도비행한 대한민국의 수리온의 무게도 8톤이다.

## 대한민국 도입 및 운용
- 강원소방 HL9476 2009년
- 삼성테크윈 HL9482 2009년
- 경기소방 HL9485 2010년
- 삼성테크윈 HL9487 2010년
- 해양경찰 B516 2011년 (2011.2 추락 손실)
- 해양경찰 B518 2013년
- 인천소방 HL9277 2013년
- 삼성테크윈 HL9609 2014년
(현재 대한항공 소유)
- 삼성테크윈 HL9610 2015년
(현재 대한항공 소유)
- 충남소방 HL9611 2015년
- 강원소방 2015년 1대 계약
- 2009년 6월 강원도 소방본부 특수구조단에서 도입했다.
- 2009년 12월 해양경찰청이 2대를 들여와 2011년 2월 18일 제주에 1대를 우선 배치하였다.[1]
- 2010년 12월 16일 경기도소방재난본부 소속의 특수대응단에서 도입해 배치했다.[2]
- 2013년 2월 25일 인천소방안전본부소속의 특수구조단에서 인명구조및 화재진압 서북도서지역의 응급의료를 위해 도입했다.

### 도입기종 사고 발생
- 2009년 10월 3일 강원도 소방본부 소속 헬기 AW-139는 강원도 양양군 손양면 소방항공대 기지에 착륙하는 과정에서 기체 위쪽의 엔진 덮개가 갑자기 열려 회전하고 있는 로터(회전날개)와 충돌했다. 이로 인해 로터와 엔진덮개가 파손되었으나 인명피해는 없었다.[3] 
사고 당시 조사에 참가한 항공 전문가는 "AW-139는 기체가 바람을 견딜 수 있는 내항성(耐航性)이나 지지도가 애초 잘못 설계됐다"라고 지적했다. 특히 "엔진 덮개가 로터에 닿을 거리에 설계됐다는 건 이해가 안 된다"라고 조사에서 밝힌바 있다.
이에 대하여 AW139의 국내 에이전트인 UI인터내셔널측은 “2009년 10월에 발생한 강원도 헬기는 엔진 덮개를 락(잠금장치) 시키지 않아 땅에 내리면서 바람이 올라와 일어난 사고이다. 만약 AW139기의 기체 결함이었다면 UI인터내셔날측이 리콜해서 보증으로 수리를 해주었을 것이다. 이는 운용자 책임으로 이미 수리가 끝났고, UI인터내셔날의 책임도 아니었다." 라고 밝혔다.[4] 이후 유사사고사례는 보고되지 않는다
- 제주도 해양경찰헬기 추락 사고 : 2011년 2월 23일 제주해경이 2011년 2월 18일 도입 후 불과 5일 만에 사고이다. 사고원인은 난이도높은 야간해상비행중 조종사의 비행착각으로 보고되었다.

## 외국의 사고 일지
- 2009년 4월 - 카타르 도하에서 안전비행 이륙을 위해 헬기에 달려 있는 바퀴를 이용해 활주로를 달리던 AW-139의 붐테일(꼬리 부분)이 접히듯 부서지는 사고가 발생했다.

## 제원
- 일반제원
  - 승무원: 1 to 2
  - 승객: 15 명
  - 길이: 16.66 m (54 ft 8 in)
  - 메인로터직경: 13.80 m (45 ft 3 in)
  - 폭: 2.26 m (10 ft 0 in)
  - 높이: 4.98 m (16 ft 4 in)
  - 메인로터회전면: 149.57 m2 (1609.97 ft2)
  - 공허중량: 3,622 kg (7,985 lb)
  - 최대이륙중량: 6,400 (7,000kg for 7t version) kg (14,110 lb)
  - 엔진: 2 × Pratt & Whitney Canada PT6C-67C turboshaft engine, 1,142 kW (1,531 hp) each
- Performance
  - 최고속도: 310 km/h (193 mph)
  - 순항속도: 306 km/h (191 mph)
  - 최대항속거리: 1,250 km ( miles)
  - 비행시간: 5 hours 56 min
  - 상승고도: 6,096 m (20,000 ft)
  - 상승률: 10.9 m/s (2,140 ft/min)

## 같이 보기
관련 개발
- 아구스타웨스트랜드 AW-149
- 아구스타웨스트랜드 AW-159
- 아구스타웨스트랜드 AW-189

유사 항공기
- 시콜스키 S-70
- 수리온

관련 목록
- 헬리콥터 목록